# Disney Channel (Polonia)
Disney Channel è un canale televisivo polacco di proprietà della Walt Disney Company e versione locale della rete statunitense omonima.
Fino all'8 maggio 2010 il programma ha trasmesso per 16 ore, dal giorno seguente per 24. Fino al 1º dicembre dello stesso anno era privo di pubblicità. Il canale è disponibile sia in lingua polacca che in inglese.

## Storia
Il canale inizia le sue trasmissioni il 2 dicembre 2006 alle ore 17:00 con il film "Gli Incredibili - Una "normale" famiglia di supereroi" che viene seguito da circa 315.000 persone. Nello stesso mese inizia la messa in onda di alcune serie televisive e film di spicco del canale statunitense come "Hannah Montana", "Zack e Cody al Grand Hotel", "High School Musical" e "Una canzone per le Cheetah Girls".
Negli anni il canale ha guadagnato sempre più popolarità sia sul satellitare sia via cavo, trasmettendo "Phineas e Ferb" (2008), "I maghi di Waverly" (2008) e altre produzioni. Nel settembre 2009, Disney Channel Polonia annuncia l'uscita di un proprio sceneggiato ed esce, nello stesso mese, la miniserie "W pogoni za Jonas" formata da 3 episodi.
Nello stesso anno il canale polacco Jetix inizia a trasmettere alcune serie Disney, finché a settembre viene sostituito da Disney XD e debutta anche Disney Junior. Nel 2010 vince un premio ai "Telekamery" con più di 221.000 voti dai giudici, così come nel 2011 (ottenendo il 34% dei voti) e nel 2012 (con il 31.37%).
Attualmente è una delle reti più viste tra i bambini e i ragazzi, battendo anche Cartoon Network e Disney XD.

## Palinsesto

### Serie televisive

#### Non in onda
- Alex & Co
- A.N.T. Farm - Accademia Nuovi Talenti
- A tutto ritmo
- Austin & Ally
- Buona fortuna Charlie
- Cory alla Casa Bianca
- Crescere, che fatica!
- Do dzwonka
- Do dzwonka Cafe
- Phil dal futuro
- H2O
- Hannah Montana
- I maghi di Waverly
- Jake & Blake
- Jonas L.A.
- La mia babysitter è un vampiro
- Liv e Maddie
- Mako: Island of Secrets
- Raven
- Sonny tra le stelle
- So Random!
- Un genio in famiglia
- Violetta
- Wolfblood - Sangue di lupo
- Zack e Cody al Grand Hotel
- Zack e Cody sul ponte di comando

#### In onda[6]
- A casa di Raven
- Bizaardvark
- Dog with a Blog
- Gabby Duran Alien Sitter
- Jessie
- K.C. Agente Segreto
- Kirby Buckets
- Le cronache di Evermoor
- Summer Camp
- Sydney to the Max

### Cartoni animati

#### Non in onda
- American Dragon: Jake Long
- Anfibia
- A scuola con l'imperatore
- Big Hero 6 - La serie
- Boyster
- Brandy & Mr. Whiskers
- Cars Toons
- Chapi Chapo
- Cip & Ciop agenti speciali
- Cuccioli della giungla
- Doraemon
- DuckTales - Avventure di paperi
- DuckTales (serie animata 2017)
- Due fantagenitori
- Ecco Pippo!
- Elena di Avalor
- Fillmore!
- Fish Hooks - Vita da pesci
- Hotel Transylvania - La serie
- House of Mouse - Il Topoclub
- I 7N
- I Famosi 5 - Casi misteriosi
- I Gummi
- Il mio amico Rocket
- Kim Possible
- Kid vs. Kat - Mai dire gatto
- Kitty non è un gatto
- La leggenda di Tarzan
- Lilo & Stitch (serie animata)
- Little Lulu Show
- Lloyd nello spazio
- LoliRock
- Loopdidoo
- Maggie
- Marco e Star contro le forze del male
- Mermaid Melody Pichi Pichi Pitch
- Monster High
- Phineas e Ferb
- Quack Pack
- Rapunzel - La serie
- Ricreazione
- Right Now Kapow
- Sabrina vita da strega (serie animata)
- Sesamo apriti
- Sesamo apriti
- Sofia la principessa
- Star Wars: Forces of Destiny
- Stitch!
- Supa Strikas
- TaleSpin
- Teacher's Pet
- The Owl House - Aspirante strega
- The Replacements - Agenzia sostituzioni
- The Zhu Zhu Pets
- Timon e Pumbaa
- Topolino (serie animata)
- Topolino che risate!
- Topolino - Strepitose avventure
- Totally Spies!
- Un pizzico di magia
- W.I.T.C.H.
- Walt Disney Treasures

#### In onda[6]
- 101 Dalmatian Street
- Best Bugs Forever
- Boy Girl Dog Cat Mouse Cheese
- Flash con i Ronks
- Gatto contraffatto
- Ghostforce
- Gravity Falls
- I Greens in città
- The Ghost and Molly McGee
- Miraculous - Le storie di Ladybug e Chat Noir
- Sadie e Gilbert

### Film

Logo dei Disney Channel Original Movie

Oltre per le serie televisive e i cartoni, il palinsesto di Disney Channel si contraddistingue anche per la visione di film. I titoli sono gli stessi della programmazione statunitense, solamente doppiati in polacco.

## Loghi
- 2006-2011: la testa di Topolino con all'interno la scritta del canale.
- 2011-2014: la testa di Topolino è inserita all'interno di un quadrato, dove troviamo anche la scritta del canale.
- 2014-2022: logo blu con la scritta bianca
- 2022-: scritta blu scuro, eccetto il cerchio sulla i e la scritta "CHANNEL" azzurra.

Logo usato dal 2 dicembre 2006 al 30 aprile 2011.
Logo usato dal 1º maggio 2011 al 20 luglio 2014
Logo usato dal 21 luglio 2014 al 6 agosto 2022.
Logo in uso dal 6 agosto 2022

## Diffusione
Il canale è disponibile attraverso il satellite grazie alle piattaforme CYFRA+, Cyfrowy Polsat, Neostrada TP z telewizją e Telewizja na kartę e via cavo da Vectra e ASTER. 

## Altre versioni

### Disney XD
Lanciato il 19 settembre 2009, sostituisce Jetix. Il servizio è dedicato principalmente ai ragazzi tra i 6 e i 14 anni. Trasmette sia programmi del canale sorella e anche di Jetix.

### Disney Junior
Il canale è stato presentato al pubblico il 3 dicembre 2006 come blocco di Disney Channel e con il nome di "Playhouse Disney". Diventa una rete ufficiale il 1º settembre 2010 e il 1º giugno 2011 ha cambiato il nome in quello attuale.

### Disney on demand
Il servizio, dedicato agli abbonati della televisione digitale UPC, permette di vedere gratuitamente alcune serie televisive di Disney Channel e di Disney Junior. Viene lanciato il 23 luglio 2010.

### DisneyChannel.pl
Nel sito ufficiale del canale si possono trovare giochi, quiz e la guida TV.